# Grebenka
Grebenka (latinsko musculus pectineus) je kratka mišica stegna. Izvira iz grebena sramnice ter se narašča na črto stegnenice (linea pectinea femoris).
Grebenka fleksira in zunanje rotira kolčni sklep ter pri pokrčenem kolčnem sklepu primika kolčni sklep.
Oživčuje jo sprednja veja živca femoralis ter v določenih primerih živec obturatorius (L2 do L4).